# Fates Warning
Fates Warning ist eine US-amerikanische Metal-Band, die zu den Begründern des Progressive Metals zählt.
Nach der Gründung im Jahr 1983 in Connecticut erschien 1984 ihr erstes Album unter dem Titel Night on Bröcken, das noch stark vom Einfluss traditioneller Heavy-Metal-Bands wie Iron Maiden geprägt war.
Das Debütalbum galt als wenig bedeutend, wohingegen die nachfolgenden fünf Alben der Gruppe als wegweisend für die Entwicklung des Progressive Metal angesehen werden, was besonders auf ihre Veröffentlichungen zwischen den Jahren 1985 und 1988 zutrifft mit den Platten The Spectre Within (1985), Awaken the Guardian (1986) und No Exit (1988). Diese Alben zeichnen sich durch komplexe und filigrane Vokalstrukturen aus, die östliche Einflüsse zeigen. Hinzu kommt das professionelle Gitarrenspiel von Matheos und Arduini/Aresti, welches sich durch komplexe Riffs, Tempowechsel, songdienliche, aber auch angepasst-virtuose Soli und Akustikpassagen auszeichnet.

## Bandgeschichte

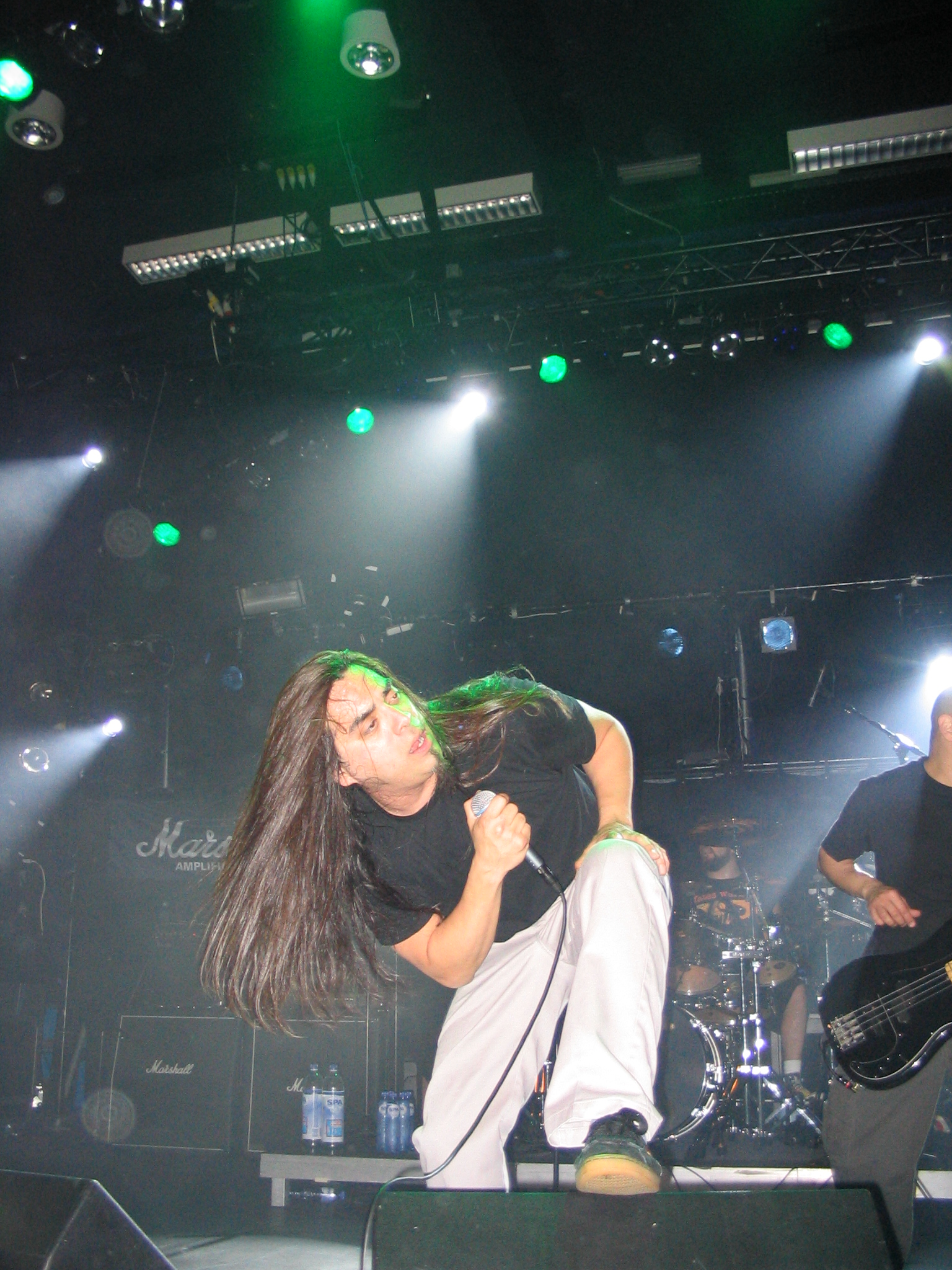
Ray Alder mit Fates Warning beim Headway Festival in Amstelveen 2005

Die Bandgeschichte lässt sich in drei Phasen unterteilen: Die erste Phase wird durch die ersten drei Alben geformt, auf denen John Arch sang. In dieser Zeit entwickelten Fates Warning ihren eigenen Stil. Ausgehend von ihrem noch „Iron-Maiden-artigen“ Debütalbum Night On Bröcken entwickelten sie sich zu einer Vorzeigeband des Progressive Metal. Der sehr hohe Gesang von John Arch prägte die heavy, verspielte Mischung aus Black Sabbath, Judas Priest und Rush. Die Texte auf diesen Alben kamen aus dem Fantasy-Bereich und hatten zum Teil okkultisch-philosophische Anklänge.
Die folgenden vier oder fünf regulären Studioalben bilden die zweite Phase mit Ray Alder als Sänger. Akustische Elemente hielten Einzug, die Musik wirkt insgesamt weniger aggressiv, die Texte werden zunehmend introspektiv, handeln von Abschied, Missverständnissen und Sinnsuche. Dieser Stil war bereits auf Perfect Symmetry – dem zweiten Album der Phase – perfektioniert, was zu vergleichsweise großem kommerziellem Erfolg dieses und des darauf folgenden Parallels führte. Mit Parallels und Inside Out erschienen zwei melodischere und weniger komplexe Alben, die teilweise gute Kritiken erhielten, aber zum Teil auch als zu kommerziell kritisiert wurden.
Mit A Pleasant Shade of Gray (1997), spätestens aber mit Disconnected (2000) beginnt die dritte Phase der Band, bei der zunehmend elektronische Elemente Einzug halten. In Jim Matheos’ Nebenprojekt OSI dominieren diese streckenweise sogar deutlich.

### Veranschaulichung anhand von Beispielen
Textbeispiel aus der ersten Phase aus dem Song Exodus vom Album Awaken the Guardian:
Oh guardian predestination calls

Silent wind I felt what you said

Soon I’m exhumed for consumation

He charmed my soul with his book of the Dead

He read it said beat no children

He will inhere the malignant fear in man

Sovreign the force more than emotion

It controls your destiny at hand.
Textbeispiel aus der zweiten Phase aus dem Song Nothing Left to Say vom Album Perfect Symmetry:
Behind the ambitions

of a child who found his way

there’s a cold realization

that our deeds die with the day

And behind the disguise

of a man with a cause

there’s a child screaming

with nothing left to say.

## Diskografie

### Studioalben
- 1984: Night on Bröcken
- 1985: The Spectre Within
- 1986: Awaken the Guardian
- 1988: No Exit
- 1989: Perfect Symmetry
- 1991: Parallels
- 1994: Inside Out
- 1995: Chasing Time (Best-of-Album)
- 1997: A Pleasant Shade of Gray
- 2000: Disconnected
- 2004: FWX
- 2013: Darkness in a Different Light
- 2016: Theories of Flight
- 2020: Long Day Good Night

### Livealben
- 1998: Still Life (Live-Album)
- 2017: Awaken the Guardian Live (DVD, 2 CDs)
- 2018: Live Over Europe

### Sonstige
- 2003: The View from Here (DVD)
- 2005: Live in Athens (DVD)
- 2017: Awaken the Guardian Live (DVD, 2 CDs)